# Groningen (Surinam)
Groningen, también Groninga es una localidad y ressort de Surinam, capital del distrito de Saramacca. Se encuentra emplazada a 9 m sobre el nivel del mar, a orillas del río Saramacca, posee una población de unos 2,825 habitantes.
Hasta 1910, existió en Groningen una clínica para enfermos de framboesia tropica (o pian). Ese año fue clausurada al descubrirse que los enfermos de esta enfermedad podían ser curados en el lapso de unos pocos días mediante la aplicación de un medicamento llamado salvatsán.

## Historia
Hacia 1790 este sitio alojaba un fuerte de planta pentagonal que fue construido por el gobernador Jan Gerhard Wichers, siendo denominado Groningen en honor al sitio en el que él había nacido. En la otra orilla del río se construyó una colonia para leprosos, llamada Welfare. El Fuerte Groningen formaba parte de una cadena de fuertes. En las inmediaciones existían algunas plantaciones, Groningen era solo una pequeña villa. Si bien existieron planes para construir un pueblo que se llamaría Columbia, Gronigen era solo el fuerte, unas pocas calles, un cementerio, y una iglesia que se remontaba a 1830 construida por la Iglesia de Moravia. August Kappler describió la zona en sus relatos de su vida como soldado en la región (1836-1842), y destaca que Groningen "apenas posee unas pocas casas".